# Pleurococcus
Pleurococcus is de geslachtsnaam van een alg die zorgt voor een groenige aanslag op bomen, muren enzovoort.
De boomalg is een eencellige plant bestaande uit een ronde met chloroplasten gevulde cel. De alg plant zich voort door middel van celdeling. Hierbij deelt de cel zich in tweeën waarna de nieuwe cellen zich opnieuw delen. Hierdoor ontstaan 4 cellen welke na de deling nog enige tijd bij elkaar blijven. De alg leeft van water en koolstofdioxide die door middel van fotosynthese omgezet worden naar glucose. Zowel het water als de koolstofdioxide worden door de boomalg aan de lucht onttrokken, de boomalg is dus geen parasiet.
De "groene aanslag" is niet overal op de bomen te vinden. Meestal leeft de boomalg slechts aan één kant van de boom/steen. Dit heeft te maken met abiotische factoren en het microklimaat. De alg wordt vaak gebruik tijdens microscopiepractica op middelbare scholen. Ook wordt scholieren vaak de opdracht gegeven om te onderzoeken welke abiotische factoren van invloed zijn op het al dan niet voorkomen van de alg.